# Zingiber squarrosum
Zingiber squarrosum är en enhjärtbladig växtart som beskrevs av William Roxburgh. Zingiber squarrosum ingår i släktet Zingiber och familjen Zingiberaceae. Inga underarter finns listade i Catalogue of Life.